# Huckleberry Hound
Huckleberry Hound este un personaj fictiv creat de William Hanna și Joseph Barbera. Huckleberry Hound a fost al doilea serial de televiziune produs de Hanna-Barbera Productions. A fost lansat în 1958 și sponsorizat de firma "Kellogg" împreună cu segmentele: Ursul Yogi (care mai târziu a fost derivat în propria serie, fiind înlocuit cu Hokey Wolf) și Pixie și Dixie și Dr. Jinks.

## Personaj
Huckleberry Hound este un câine albastru ce are o afecțiune pentru cântecul “Draga mea, Clementine” și este un meșter la toate. Apare ca: om de știință, detectiv la Scotland Yard, cowboy sau ca un politician modern. Numele lui este o referință la faimosul Huckleberry Finn.
Vocea lui Huckleberry Hound a fost făcută de Daws Butler (1958–88), Greg Berg (1990—) și Jeff Bergman (anii 1990), iar în versiunile românești de Rin Tripa (în Bunul, răul și câinele Huckleberry) și Adrian Locovei (în Yogi și vânătoarea de comori).

## Lista episoadelor[1]

### Primul sezon (sep. 1958 – mar. 1959)
1. Huckleberry Hound Meets Wee Willie
2. Lion-Hearted Huck
3. Tricky Trapper
4. Sir Huckleberry Hound
5. Sheriff Huckleberry
6. Rustler Hustler Huck
7. Freeway Patrol
8. Two Corny Crows
9. Cock-A-Doodle Huck
10. Fireman Huck
11. Dragon-Slayer Huck
12. Hookey Daze
13. Skeeter Trouble
14. Sheep-Shape Sheepherder
15. Barbecue Hound
16. Hokum Smokum
17. Bird House Blues
18. Postman Panic
19. Ski Champ Chump
20. Lion Tamer Huck
21. Little Red Riding Huck
22. The Tough Little Termite

### Sezonul 2 (sep. 1959 – feb. 1960)
1. Ten Pin Alley
2. Grim Pilgrim
3. Jolly Roger And Out
4. Somebody’s Lion
5. A Bully Dog
6. Nottingham And Yeggs
7. Huck The Giant Killer
8. Cop And Saucer
9. Pony Boy Huck
10. Pet Vet
11. Piccadilly Dilly
12. Wiki Waki Huck
13. Huck's Hack

### Sezonul 3 (sep. – dec. 1960)
1. Spud Dud
2. Legion Bound Hound
3. Science Friction
4. Nuts Over Mutts
5. Knight School
6. Huck Hound's Tale
7. The Unmasked Avenger
8. Hillbilly Huck
9. Fast Gun Huck
10. Astro-nut Huck
11. Huck and Ladder
12. Lawman Huck
13. Cluck and Dagger

### Sezonul 4 (aug. – dec. 1961)
1. Caveman Huck
2. Huck of the Irish
3. Jungle Bungle
4. Bullfighter Huck
5. Ben Huck
6. Huck de Paree
7. Bars and Stripes
8. The Scrubby Brush Man
9. Two for Tee Vee